# Martina Pötschke-Langer
Martina Pötschke-Langer (* 13. März 1951 in Bautzen; † 13. Juni 2022) war eine deutsche Medizinerin auf dem Gebiet der Krebsprävention. Sie leitete von 1997 bis August 2016 die Stabsstelle Krebsprävention im Deutschen Krebsforschungszentrum Heidelberg (DKFZ). Von 2002 bis August 2016 leitete sie auch das von der Weltgesundheitsorganisation (WHO) anerkannte WHO-Kollaborationszentrum für Tabakkontrolle im DKFZ. Im April 2016 übernahm sie den Vorstandsvorsitz im Aktionsbündnis Nichtrauchen e. V. (ABNR).

## Leben
Nach dem Abitur 1970 absolvierte Martina Pötschke-Langer ein Studium der Geschichte und Germanistik an der Universität Heidelberg mit dem Abschluss des Magister Artium (M.A.) der philosophisch-historischen Fakultät. Das ab 1975 folgende Studium der Humanmedizin wurde mit Staatsexamen und Approbation als Ärztin abgeschlossen. Die Promotion in Humanmedizin erfolgte an der Universität Heidelberg. Weitere Stationen medizinischen Wirkens waren die Chirurgische Universitätsklinik Heidelberg sowie die Leitung des Nationalen Blutdruckprogramms beim Institut für Bluthochdruckforschung, später für die Deutsche Hochdruckliga Heidelberg. 1992 wurde sie wissenschaftliche Mitarbeiterin im DKFZ, dem sie seither bis Ende August 2016 angehörte.

## Wirken
Ein zentrales Ziel ihres gesundheitspolitischen Engagements war die Aufklärung über die Gefahren jeglicher Art des Rauchens, eingeschlossen die elektrische Zigarette und aller ihrer Varianten. Martina Pötschke-Langer nannte dabei im klinischen Bereich als Schwerpunkte Tabakentwöhnung und gefährliche Tabakzusatzstoffe. Im wissenschaftlichen Bereich gelte es, die Tabakabhängigkeit weiter zu ergründen und Wege zur Tabakentwöhnung sowie „evidenzbasierte Maßnahmen der Tabakprävention und Tabakkontrolle gegen die Interessen der Tabaklobby“ durchzusetzen. Pötschke-Langer forderte die Aufrechterhaltung eines Handelsverbotes in Europa für orale Tabakprodukte. Diese konträren Positionen waren Anlass für immer wiederkehrende gesellschaftliche Kontroversen in der Gesundheitspolitik.
Pötschke-Langer leistete auch ehrenamtliche Arbeit. 2016 übernahm sie den Vorsitz im Aktionsbündnis Nichtrauchen, in dem nichtstaatliche Gesundheitsorganisationen wie die Bundesärztekammer, die Deutsche Krebsgesellschaft und die Stiftung Deutsche Krebshilfe ihre Aktivitäten bündeln. Zum ABNR-Projekt gehört das Netzwerkbüro Tabakprävention, das aus Spendenmitteln der Deutschen Krebshilfe finanziert wird.
Pötschke-Langer war als parteipolitisch ungebundene Expertin häufig Sachverständige und Gutachterin für die Bundesregierung und Länderregierungen. Sie beriet das Bundesministerium für Gesundheit in Berlin sowie verschiedene Länderministerien und ebenso die WHO und die EU-Kommission in Fragen der Tabakprävention.

## Publikationen
Pötschke-Langer war Fachautorin und Herausgeberin populärwissenschaftlicher Publikationen ihres Themenbereichs. Dazu gehörte die Serie „Rote Reihe zur Tabakprävention und Tabakkontrolle des DKFZ“, in der sie 30 Publikationen bis zum Jahr 2016 verantwortete. Außerdem publizierte sie in nationalen und internationalen Fachzeitschriften.

## Ehrungen und Auszeichnungen (Auswahl)
- 2007: Verdienstkreuz am Bande des Verdienstordens der Bundesrepublik Deutschland[6]
- 2007: Nichraucherin des Jahres 2007[7]
- 2009: Korrespondierendes Mitglied der Deutschen Gesellschaft für Pneumologie und Beatmungsmedizin
- 2022: Deutsche Krebshilfe Preis (posthum)
- Wiederholte Auszeichnungen durch die WHO
- Außerordentliches Mitglied der Arzneimittelkommission seit 2006